# Monza
Monza (lombardsko Mùnscia; latinsko: Modestia) je mesto in občina na reki Lambro, pritoku reke Pad v deželi Lombardija v Italiji, in leži približno 15 kilometrov severo-severovzhodno od Milana. Je glavno mesto province Monza e Brianza in je najbolj znana po Grand Prix motornih dirkah, na dirkališču Autodromo Nazionale Monza, ki gosti Formulo ena, tekmovanje za Veliko nagrado Italije.
11. junija 2004 je bila Monza imenovana za središče nove province Monza e Brianza. Nova upravna ureditev je začela v celoti veljati poleti 2009; prej pa je bila samo občina v provinci Milano. Monza je z dobrimi 120.000 prebivalci tretje največje mesto v Lombardiji in je najpomembnejše gospodarsko, industrijsko in upravno središče območja Brianza, s poudarkom na tekstilni industriji in trgovini. Monza je tudi sedež oddelek Univerze v Milanu Bicocca, sodišča in več uradov regionalne uprave. Park Monza je eden največjih mestnih parkov v Evropi.

## Geografija
Monza se nahaja na visoki planoti v Lombardiji, med Brianzo in Milanom, na nadmorski višini 162 metrov. Je 15 km oddaljena od središča glavnega mesta regije, čeprav jo od mestnih meja loči manj kot 5 km. Monza je približno 40 km oddaljena od Lecca in Coma. Je del metropolitanskega območja Milana.
Monzo prečka od severa proti jugu reka Lambro. Reka vstopi v Monzo s severa, med ulicama Via Aliprandi in Via Zanzi. To je umetni krak reke, ki je nastal za obrambne namene v prvih desetletjih 14. stoletja. Krak je znan kot Lambretta in se združi z glavnim tokom Lambro na jugu, in zapušča Monzo skozi zdaj porušeno antično srednjeveško obzidje. Drug umetni tok je Canale Villoresi, ki je bil zgrajen v poznem 19. stoletju.
Monza ima tipično submediteransko podnebje, značilno za Padsko nižino, s hladnimi, kratkimi zimami in toplimi poletji. Temperature so zelo podobni bližnjemu Milanu, v povprečju 2 °C v januarju, najhladnejšem mesecu, in okoli 23 °C v juliju, najtoplejšem mesecu.  Padavin je precej, večina se pojavlja v jeseni, najmanj jih je pozimi in poleti; kljub temu, mesto in okolica običajno ne trpijo suše.

## Zgodovina

### Prazgodovina in stari vek
V poznem 19. stoletju so našli pogrebne žare, ki kažejo, da so ljudje na tem območju živeli vsaj od bronaste dobe, ko naj bi ljudje živeli v koliščarskih naselbinah, v hišah na kolih dvignjenih nad reko in močvirje.
V času rimskega imperija, je bila Monza znan kot Modicia. V 3. stoletju pr, n. št. so Rimljani obvladali Insubre, galsko pleme, ki je prečkalo Alpe in se naselili okoli Mediolanum (danes Milano). Galsko-keltsko pleme, morda Insubri sami, so ustanovili naselje na reki Lambro. Ruševine rimskega mostu z imenom Ponte d'Arena je mogoče videti ob današnjem Ponte dei Leoni (Levji most).

### Srednji vek
Teodelinda, hči Garibalda I. Bavarskega in žena langobardskega kralja Avtarija (in kasneje kralja Agilulfa), je izbrala Monzo kot svojo poletno rezidenco. Tu je leta 595 ustanovila oraculum posvečen sv. Janezu Krstniku. Po legendi je Teodelinda v spanju, medtem ko je bil njen mož na lovu, videla v sanjah goloba, ki ji je rekel: modo (latinsko »tukaj«), kar naj bi pomenilo, da naj zgraditi oraculum v tem kraju in kraljica je odgovorila etiam (»da«). Po tej legendi je srednjeveško ime Monza, Modestia izhaja iz teh dveh besed. Tukaj je tudi zgradila palačo (prihodnjo Kraljevo palačo).
Berengar I. (850-924) je imel svoj sedež v Monzi. Utrjen kastrum je bil zgrajen za potrebe obrambe proti napadom Madžarov. Pod vladavino Berengarja je Monza uživala določeno stopnjo neodvisnosti: imela je svoj sistem uteži in mer in bi lahko tudi zasegla premoženje in označevala dejanja s svojimi podpisi. Berengar je bil zelo radodaren z donacijami številnih del v stolnico v Monzi, vključno slavni križ, in s tem pridobil velike koristi za svojih 32 kanonikov in druge cerkve.
Leta 980 je Monza znotraj obzidanega mesta gostila cesarja Otona II. Slovar iz Monze, eden prvih primerov razvoja italijanskega jezika, verjetno sega v začetek 10. stoletja. Leta 1000 je cesar Oton III. postal zaščitnik Monze in njenih posesti: Bulciago, Cremella, Lurago, Locate in Garlate.
Leta 1018 je bil Aribert (970-1045), gospodar Monze, posvečen za milanskega škofa, mesto pa je izgubilo neodvisnost od svojega tekmeca. V teh letih je bilo videti boj moči med cesarjem Konradom II. in Aribertom. Ko je cesar umrl, je zapustil pomembne donacije cerkvi v Monzi.
V 12. stoletju je imelo mesto Monza okoli 7000 prebivalcev. Glavna dejavnost je bilo kmetijstvo, čeprav je obrt postajala vse bolj pomembna. Leta 1128 je bil Konrad III. Hohenstaufen okronan za kralja Italije v cerkvi San Michele v Monzi.
Leta 1136 je cesar Lotar III. zagotavljal neodvisnost duhovnikov Monze iz Milana. Monza je spet pridobila svojo avtonomijo, ki ni bila omejena na fevdalna vladna zemljišča in blago; Leta 1150 nadškof v Monzi je dobil oblast nad duhovniki njegove cerkve. Ta avtonomija nikoli ni bila absolutna, saj cerkev Monzi ni mogla v celoti prekiniti vezi od škofa v Milanu.
Friderik I. Barbarossa je obiskal Monzo dvakrat (1158 in 1163). V tem obdobju je mesto spet pridobilo neodvisnost od Milana. Mesto je bilo sovražno do cesarja, saj je Frederik izjavil, da je Monza njegova posest in tudi izdal Curraria (pravico do pobiranja carine na ulicah), pravico, ki jo običajno dodeli samo kraljevim sedežem.
V obdobju boja proti Milanu in drugih mestih Lombardske lige, je bila Monza predvsem upravno središče za Barbarosso. Neodvisnost Monze trajala do leta 1185, ko je Barbarossa končal spor z Lombardsko ligo z mirom v  Konstanci. Spet je dovolil mestu Milano upravljati s svojim premoženjem, pri čemer je sam prevzel zakladnico stolnice.
Leta 1185 je bil Henrik VI., sin Barbarosse, okronan za kralja v Monzi, ob svoji poroki s Konstanco, sicilsko kraljico, dedinjo Normanskega kraljestva.
Že zgodaj v 12. stoletju je bila Monza utrjeno mesto, čeprav je status svobodnega mesta  spremenil svojo ekonomsko vlogo. Kmetijske dejavnosti so tako konkurirale s proizvodnjo oblačil, medtem ko se je predelava volne razvijala na velikih kmetijah izven obzidja.
Monza je bila vedno povezana z dogodki v Milanu in delila svojo zgodovino in sovražnike: leta 1255 so mesto opustošili Gibelini, leta 1259 je Ezzelino III. da Romano poskušal zasesti grad v Monzi, a je bil odgnan; naselje je bilo požgano.
Po odločilni zmagi Viscontijev v bitki pri Desio leta 1277, sta Monzo zasedla nadškof Ottone Visconti in markiz Montferrat, Viljem VII. (1278). Naslednje leto je bilo mesto razglašeno za posest Milana.

### 14. do 17. stoletje
1312 Monzo obvladuje frakcija Gibelinov.
Enrico Aliprandi, član družine iz Monze, se je pridružil Torriani frakciji, z večjim številom vojakov pod njegovim poveljstvom. Ljudje so ga priznali za podesta Monze leta 1322. Istega leta sta Luchino Visconti in Francesco Garbagnate podrla obzidje Monzi, da bi preprečila, da se branijo pred napadi Milančanov.
Leta 1325 je Galeazzo I. Visconti, ki je osvojil mesto po dolgem obleganju, začel z izgradnjo nove obrambe. Med projekti je bila bifurkacija reke Lambro (v krak "Lambretto") in gradnja gradu, tretjega v Monzi. Imel je 42 metrov visok stolp, ki se je pozneje uporabljal kot zapor (Forni). Grad v Monzi se je kasneje razširil do te mere, da je bilo treba porušiti cerkev Marije Ingino, da so pridobili prostor za nove stavbe. Dva druga stolpa so zgradili tudi vzdolž reke Lambro. Leta 1327 je bil Galeazzo sam zaprt v Forni, po sklepu cesarja Ludvika IV. Izpuščen je bil naslednje leto.
V aprilu 1329 je condottiero Pinalla Aliprandi s cesarsko vojsko spet pridobil Monzo. Azzone Visconti je dovolil obnovo obzidja, ki se je začela leta 1333 in trajala do 1381. Martino Aliprandi je bil podeštat v Monzi od 1334 do 1336 in imel nadzor nad gradnjo obzidja in utrdb trdnjave.
Leta 1354 je papež Inocenc VI. razglasil nesporno pravico stolnici v Monzi uporabo krone Italije, železne krone. Leta 1380 je Gian Galeazzo Visconti podaril grad ženi Katarini, ki je tam umrla, potem ko je bil v zaporu, po nalogu njenega sina Giovanni Maria (1404). Leta 1407 je bil Estorre Visconti razglašen za gospodarja Monze in začel kovati v Monzi lastne kovance.
Antonio de Leyva je španski guverner Milana in poveljnik cesarske vojske, je opustošil mesto leta 1527. V istem letu je eksplozija mine povzročila delno uničenje gradu v Monzi. De Leyva je postal podesta Monze leta 1529, ter sebi posvetil upravljanje cerkvenih zadev, kontrolo davkov in carin ter zapiral vrata tistim, ki niso plačali. Njegova sorodnica Marianna de Leyva je bila navdih Alessandro Manzoniju za njegovo Nuno iz Monze.
Kuga, ki je udarila Monzo leta 1576 in 1630, je povzročila globoko demografsko in gospodarsko krizo. Leta 1648 je Monza in njeno ozemlje postala last milanske družine Durini.
Vojvodina Milano in Monze ostaja pod špansko krono do zgodnjega 18. stoletja

### 18. stoletje
Ob koncu vojne za špansko nasledstvo (1713), je bila Milanska vojvodina dodeljena Habsburžanom. To zgodovinsko obdobje velja za preporod mesta, s precejšnjim razvojem kmetijstva in obrti.
Cesarica Marija Terezija je zgradila Kraljevo Vilo v Monzi za svojega sina Ferdinanda, guvernerja  Milana (1777-1780). Izbira Monze je posledica ne samo lepote pokrajine, temveč tudi strateškega položaja in dejstva, da je bila priključena Dunaju, kot tudi bližnje Milano. Gradnja je bila končana v treh letih, zasnova arhitekta Giuseppeja Piermarini iz Foligna.
Ob zaključku italijanske okupacije Napoleona Bonaparteja (1796), je Milansko vojvodino najprej pridobila Francoska republika in nato je vstopila v Cisalpinsko republiko (ki je leta 1802, je postala Italijanska republika).

### 19. stoletje
Po mnenju Francozov kot simbol aristokratske oblasti, je bila Kraljeva vila namenjena za rušenje. Vendar pa so protesti državljanov ustavil postopek, čeprav je opustitev povzročila razpadanje kompleksa.
Dve tretjini zlata in srebra iz zakladnice stolnice v Monzi je bilo dostavljeno kovnici v Milanu, ki ga je spremenila v kovance, ki so se uporabljali za vojaške izdatke. Bonaparte je zasegel tudi druge zaklade bazilike in knjige kapiteljske knjižnice ter vse prenesel v nacionalne knjižnice v Pariz. Železna krona je začasno ostala v Monzi.
Leta 1805 je Italijanska republika postala Kraljevina Italija z glavnim mestom v Milanu. 26. maja 1805 je bil z železno krono v Milanu kronan Napoleon Bonaparte, ki jo je dal na glavo in izgovarjal slavni stavek »Bog mi jo je dal, gorje vsakomur, ki se je dotakne«. Napoleon je ustanovil tudi red železne krone. Monza je prejela naziv cesarsko mesto. Podkralj Italije, Eugene de Beauharnais, je bil imenovan avgusta 1805 in se je naselil v vili v Monzi. Leta 1807 je bil grad porušen.
Pri padcu prvega cesarstva (1815), je Avstrija aneksirala italijanska ozemlja v Kraljevino Lombardija-Benečija, Monza pa vključena v provinco Milano. Mnčani so prosil za vrnitev vseh zakladov, ki so jih  odnesli Francozi. Leta 1816 so mestu vrnili knjige iz zakladnice in kapiteljske knjižnice. Agilulfova krona je bila pretopljena v Parizu.
Naslednji cesar Ferdinand I. se je okronal za kralja Lombardije in Benečije v Milanu z železno krono (6. septembra 1838), z možnostjo, da razširi različne ugodnosti mestu. Zgrajene so bile nove ceste, tudi cesta kralja Ferdinanda (zdaj Via Vittorio Emanuele), leta 1842 je bil zgrajen Levji most, postavljen v bližini starega rimskega mostu. Leta 1841 je bila odprta prva železniška proga, ki je povezala Milano in Monzo.
Monza je sodelovala v uporu imenovanem pet dni Milana (22. – 23. marca 1848), ko so izgnali avstrijsko posadko. Avstrijci so se vrnili leta 1849.
Leta 1859, ob koncu druge italijanske vojne za neodvisnost, je Lombardija postala del Kraljevine Sardinije. Zaklad in železna krona sta bila prenesena na Dunaj. Avstrijci so ga vrnili v Monzo šele po zaključku tretjega vojne za neodvisnost (december 1866).
Na dan 31. decembra 1895 je imela Monza okoli 37.500 stalnih prebivalcev. Gospodarstvo je temeljilo na proizvodnji pšenice, koruze, krme, krompirja, ovsa, rži in zelenjave na splošno. Drug vir bogastva je bila vzreja sviloprejke.
Leta 1900 je bila Monza sedež kralja Umberta I., ki ga je umoril anarhist Gaetano Bresci. V spomin na mesto zločina, njegov naslednik Viktor Emanuel III. odredil gradnjo kapele Expiatoria na Via Matteo da Campione

### 20. in 21. stoletje
Na začetku stoletja je Monza štela 41.200 prebivalcev; leta 1911 je bil med osmimi najbolj industrializiranimi središči v Italiji. Glavne aktivnosti so bile povezane s predelavo bombaža, mehaniko, tovarno klobukov in drugo industrijo.
Med obema vojnama v mestu ni prišlo do bistvenih sprememb industrijske strukture, znatno pa se je povečal obsega proizvodnje. Autodrom (1922) in igrišče za golf (1925) sta bila zgrajena v parku.
Druga svetovna vojna, med 1940 in 1945, je v Monzi povzročila več bombnih napadov s civilnimi žrtvami. Po septembru 1943, italijanski kapitulaciji, so območje zasedli Nemci.
V drugi polovici stoletja je mesto doživelo znatno povečanje števila prebivalstva in nadaljnji razvoj stavbnega fonda. Arhitekt in oblikovalec Gualtiero Galmanini je bil avtor urbanističnih načrtov mesta Monza v 20. stoletju. Z razvojem različnih dejavnosti, so se pojavljale težave, povezane s prometom in povezavami do bližnjih mest, še posebej proti Milanu.
Na začetku tega stoletja je imela Monza okoli 120.000 prebivalcev. Mesto je 11. junija 2004 postalo glavno mesto province Monza e Brianza. V obdobju 2009-2013 je bil zgrajen predor za dopolnitev Viale Lombardia (državne ceste SS36), ena najprometnejših ulic v mestu.

## Glavne znamenitosti
V svoji zgodovini je Monza prenesla dvaintrideset obleganj, tako da so Porta d'Agrate vse, kar je ostalo od prvotnega obzidja in utrdb. V bližini je ženski samostan, v katerem je bila zaprta Nuna iz Monze v Manzonijevi I Promessi Sposi.
Monza je znana po svoji stolnici svetega Janeza (Duomo) v romansko-gotskem slogu. Črno-beli marmor arkadnega pročelja je bil postavljen v sredini 14. stoletja, delo Mattea da Campioneja. Zvonik (Campanile) je bil zgrajen leta 1606 po modelu Pellegrina Tibaldija.
Stolnica vsebuje Teodelindino kapelo, centralnega tlorisa grškega križa oraculum ( "kapela molitve") iz okoli leta 595. Temelji ostajajo pod križiščem glavne ladje in transepta, vendar je bila ob koncu 13. stoletja kapela razširjena z zapiranjem nekdanjega atrija v zgradbi. S freskami poslikana Kapela železne krone Langobardov, za katero pravijo, da vsebuje enega od žebljev Pravega križa. Zakladnica vsebuje tudi krono, pahljačo in zlati Teodelindin glavnik, in tudi gotske križe in relikviarije, zlato kokoš in sedem piščancev, ki predstavljajo Lombardijo in njenih sedem provinc. Čeprav je notranjost utrpela spremembe, fin relief Matteo da Campioneja predstavlja kraljevo lombardsko kronanje, in nekaj fresk iz 15. stoletja, s prizori iz življenja Teodelinde.
Zgodovinsko središče Monze obsega tudi naslednje stavbe:
- cerkev Santa Maria v Stradi: srednjeveška cerkev z bogato fasado iz žgane gline (1393)
- Broletto ali Arengario: palača občine iz 14. stoletja, postavljena na arkadi iz koničastih lokov, z visokimi kvadratnimi stolpi, ki se zaključijo z ostrim osrednjim stožcem.
- San Pietro Martire
- Santa Maria delle Grazie: cerkev iz 15. stoletja
- oratorij sv. Gregorja (17. stoletje)
- Santa Maria al Carrobiolo: cerkev iz 16. stoletja
- Kapela Espiatorio (Cappella Espiatorio): Spominska kapela zgrajena leta 1900 v spomin na umorjenega kralja Umberta I.
- Villa Reale: vila zgrajena v času avstrijske oblasti v Milanski vojvodini, zgrajena leta 1777.
- Park Monza in vrtovi kraljeve palače so med največjimi v Evropi, in bili obdani z obzidjem. Park ima površino približno 685 ha in se nahaja v severnem delu mesta, med kraji Lesmo, Villasanta, Vedano al Lambro in Biassono

Druge vile so še: Mirabello, Mirabellino, Durini, Crivelli Mesmer, prata, Villa Archinto Pennati, Calloni in Villa Carminati-Ferrario.

## Kultura in izobraževanje

### Kuhinja
Kuhinja v Monzi je značilna za Insubrijo in Brianzo. Povezana je s kulinarično tradicijo bližnjih območij, zlasti z milansko kuhinjo. Tipične jedi so cassoeula (zimska enolončnica), buseca, rižota in polenta (v kombinaciji z različnimi sestavinami).

### Univerza
V Monzi se nahajata dva oddelka Univerze v Milanu Bicocca: fakulteta za medicino in kirurgijo in Fakulteta za sociologijo.

### Muzeji
Stolnična muzejska zbirka obsega zgodnje srednjeveške zaklade iz časa kraljice Teodelinde, vključno s pozlačeno srebrno "Kokošjo s piščanci", Agilulfovim križem in železno krono; obstajajo tudi kosi iz poznega srednjega veka, modernega in sedanjega časa.

### Dogodki
Monza je mednarodno znana po dirkališču Autodromo Nazionale Monza in motornih dirkah za Veliko nagrado Italije in že prej Alfa Romeo ekipe. Steza je v notranjosti "Parco di Monza", parka, ki je dvakrat večji kot Centralni park v New Yorku.

## Ljudje
- Teodorik Veliki, (454-526), kralj Ostrogotov
- Agilulf, (c. 550-616) kralj Lombardija
- Teodelinda, (c. 570-628), kraljica Lombardija
- Gundeberga, (c. 591-652), kraljica Lombardija in Italije
- Adaloald, (602-626), kralj Lombardije in Italije
- Rothari, (606-652), kralj Lombardije in Italije
- Berengar sem v Italiji, (c. 845-924), kralj Italije
- Saint Gerardo dei Tintori, (c. 1134 ali 1140-1207), svetnik
- Bonincontro Morigia, (14. stoletje) zgodovinski pisatelj
- Giuseppe Arcimboldo, (1527-1593) slikar
- Carlo Amati, (1776-1852) arhitekt
- Paolo Mantegazza, (1831-1910) nevrolog, psiholog in antropolog
- Mosè Bianchi (1840-1904) slikar
- Luigi Talamoni, (1848-1926) duhovnik in blagoslovljen
- Emilio Borsa, (1857-1931) slikar
- Costantino Nivola, (1911-1988) slikar in kipar
- Vittorio Brambilla, (1937-2001) F1 dirkač
- in drugi.

## Pobratena mesta
- Indianapolis, ZDA
- Praga, Češka